# Nico Carrillo
Nico Carrillo es un peleador de Muay Thai escocés que actualmente compite en la categoría de peso gallo de ONE Championship. Es el actual campeón mundial de peso wélter de WMO, campeón mundial de peso superwélter de WMO y el campeón de 65 kg de ISKA Muay Thai. Desde el 12 de octubre de 2023, está en la posición #5 del ranking de Muay Thai de peso gallo de ONE.

## Carrera de Muay Thai

### Campeonato Mundial
El 26 de marzo de 2022, Carrillo enfrentó a Jeremy Monteiro por el título vacante de 65 kg de ISKA Muay Thai en Combat Fight Series 7 event. Carrillo ganó la pelea por decisión unánime para ganar el título.
Carrillo enfrentó a un campeón tailandés por primera vez cuando enfrentó a Saeksan Or. Kwanmuang el 23 de abril de 2022, en Siam Warriors. Ganó la pelea por decisión unánime.
Carrillo se convirtió en el campón mundial de peso superwélter al derrotar a Alessio Malatesta por decisión unánime por el título vacante el 12 de noviembre de 2022.

### ONE Championship
El 24 de marzo de 2023, Carillo anunció que había firmado un contrato con ONE Championship, haciendo su debut el 21 de abril de 2023, en ONE Friday Fights 13 contra Furkan Karabag, ganando la peela por TKO en el tercer asalto.
Carrillo enfrentó a Muangthai P.K.Saenchai el 23 de junio de 2023, en ONE Friday Fights 22. Ganó la pelea por TKO en el segundo asalto.
Carrilo enfrentó a Nong-O Hama el 22 de diciembre de 2023, en ONE Friday Fights 46. Ganó la pelea por KO en el primer asalto.

## Campeonatos y logros

### Profesional
- International Sport Kickboxing Association
  - Campeonato Intercontinental de -65 kg de ISKA Muay Thai de 2021
  - Campeonato Mundial de 65 kg de ISKA Muay Thai de 2022

- International Combat Organisation
  - Campeonato Europeo de -65 kg de ICO de 2019

- World Boxing Council Muay Thai
  - Campeonato Europeo de Peso Wélter de WBC Muay Thai de 2021

- World Muaythai Organization
  - Campeonato Mundial de Peso Superwélter (154 lbs) de WMO de 2022
  - Campeonato Mundial de Peso Wélter de (147 lbs) de WMO de 2023

## Récord en Muay Thai
| Récord en Muay Thai                                             | Récord en Muay Thai | Récord en Muay Thai     | Récord en Muay Thai                    | Récord en Muay Thai            | Récord en Muay Thai                      | Récord en Muay Thai | Récord en Muay Thai |
| --------------------------------------------------------------- | ------------------- | ----------------------- | -------------------------------------- | ------------------------------ | ---------------------------------------- | ------------------- | ------------------- |
| 25 Victorias, 3 Derrotas, 1 Empate                              |                     |                         |                                        |                                |                                          |                     |                     |
| Fecha                                                           | Resultado           | Oponente                | Evento                                 | Localización                   | Método                                   | Ronda               | Tiempo              |
| 22-12-2023                                                      | Victoria            | Nong-O Hama             | ONE Friday Fights 46                   | Bangkok, Tailandia             | KO (Codazo)                              | 2                   | 1:28                |
| 2023-06-23                                                      | Victoria            | Muangthai P.K. Saenchai | ONE Friday Fights 22, Lumpinee Stadium | Bangkok, Tailandia             | TKO (3 Knockdowns)                       | 2                   | 1:23                |
| 2023-04-21                                                      | Victoria            | Furkan Karabag          | ONE Friday Fights 13                   | Bangkok, Tailandia             | TKO (Golpes)                             | 3                   | 2:31                |
| 2023-03-04                                                      | Victoria            | Pasquale Amoroso        | SuperShowDown                          | Bolton, England                | Decisión (Unánime)                       | 5                   | 3:00                |
| Ganó el título de Peso Wélter de (147 lbs) de WMO.              |                     |                         |                                        |                                |                                          |                     |                     |
| 2022-11-12                                                      | Victoria            | Alessio Malatesta       | SuperShowDown                          | Bolton, Inglaterra             | Decisión (Unánime)                       | 5                   | 3:00                |
| Ganó el título vacante de Peso Superwélter de (154 lbs) de WMO. |                     |                         |                                        |                                |                                          |                     |                     |
| 2022-04-23                                                      | Victoria            | Saeksan Or. Kwanmuang   | Siam Warriors                          | Cork City, Ireland             | Decisión (Unánime)                       | 5                   | 3:00                |
| 2022-03-26                                                      | Victoria            | Jeremy Monteiro         | Combat Fight Series 7                  | Croydon, Inglaterra            | Decisión (Unánime)                       | 5                   | 3:00                |
| Wins the interim ISKA Muay Thai World -65kg title.              |                     |                         |                                        |                                |                                          |                     |                     |
| 2021-12-18                                                      | Victoria            | Dani Molero             | MASDA Fight Night                      | Liverpool, Inglaterra          | TKO (Parada Médica)                      | 3                   |                     |
| Wins the WBC Muay Thai European Welterweight title.             |                     |                         |                                        |                                |                                          |                     |                     |
| 2021-10-24                                                      | Victoria            | Jack Kennedy            | Supershowdown                          | Bolton, England                | KO (Gancho Izquierdo y Cross de Derecha) | 1                   |                     |
| 2021-07-24                                                      | Victoria            | Mo Abdurahman           | Combat Fight Series 5                  | London, England                | TKO (Punches + elbows)                   | 4                   | 1:28                |
| Wins the ISKA Muay Thai Intercontinental -65kg title.           |                     |                         |                                        |                                |                                          |                     |                     |
| 2021-02-12                                                      | Victoria            | Muhammadi Jahongir      | UAM                                    | Dubai, United Arab Emirates    | Decisión (Unánime)                       | 5                   | 3:00                |
| 2019-12-07                                                      | Victoria            | Gorka Caro              | VICTORY 5                              | Gateshead , England            | KO (Gancho Izquierdo al Cuerpo)          | 1                   | 2:36                |
| Wins the ICO European -65kg title.                              |                     |                         |                                        |                                |                                          |                     |                     |
| 2019-08-31                                                      | Victoria            | Kenny Hong              | Lion Fight 59                          | Gotemburgo, Suecia             | Decisión                                 | 3                   | 3:00                |
| 2019-06-29                                                      | Victoria            | Joao Francisco          | Blitz 6                                | England                        | Decisión (Unánime)                       | 3                   | 3:00                |
| 2019-04-27                                                      | Derrota             | Mikkel Lund             | Mikenta Fight Night                    | Copenhagen, Denmark            | KO (Gancho Izquierdo al Cuerpo)          | 2                   |                     |
| 2019-03-30                                                      | Victoria            | Alex Dass Rey           | Evo Thai Boxing Series                 | Glasgow, Escocia               | Decisión (Unánime)                       | 5                   | 3:00                |
| 2017-12-02                                                      | Victoria            | Shane Farqharson        | Victory Promotions                     | Gateshead, England             | KO (Gancho Izquierdo al Cuerpo)          | 4                   | 1:40                |
| 2017-10-21                                                      | Victoria            | Angelo Pizarro          | Ultimate Muay Thai 5                   | Reino Unido                    | KO (Patada a la Cabeza)                  |                     |                     |
| 2017-04-29                                                      | Victoria            | Patryk Sagan            | Power of Scotland 24                   | Paisley, Renfrewshire, Escocia |                                          |                     |                     |
| 2017-07-01                                                      | Derrota             | George Mouzakitis       | Blitz 4                                | Reino Unido                    | Decisión                                 | 5                   | 3:00                |
| 2016-10-08                                                      | Victoria            | Dylan O’hanlon          | Ultimate Muay Thai 3                   | Paisley, Renfrewshire, Escocia | Decisión (Unánime)                       | 5                   | 3:00                |
| 2016-06-25                                                      | Victoria            | Bandera del Reino Unido | Blitz 3                                | Reino Unido                    | KO (Patada Baja)                         |                     |                     |
| 2016-03-26                                                      | Victoria            | Paul Barbour            | Muay Thai Boxing                       | Linwood, Renfrewshire, Escocia | Decisión (Unánime)                       | 5                   | 3:00                |